# Pettkó András
Pettkó András (Budapest, 1967. május 8. –) magyar politikus, országgyűlési képviselő.

## Élete
Testvére Judit. Három gyermek édesapja. Első családjával Újpesten, a régi temető helyére épült egyik panelházban, a Szellemtelepen élt. Ágnes lánya tanár, fia a Testnevelési Egyetem hallgatója, gyermeklabdarúgó-edző, a TF focicsapatának igazolt labdarúgója. Második családjával jelenleg Angyalföldön él egy gyermekkel, Rebekával.
1984-ben dísznövénykertész szakmunkásvizsgát tett. 1981-től a Fővárosi Kertészeti Vállalatnál csoportvezető-helyettes volt. 1987-ben érettségizett a budapesti Magyar Gyula Mezőgazdasági Szakmunkásképző és Szakközépiskolában. 1988-tól a Budai Várkertészetnél a felújított műemlékekhez tartozó díszkertek kialakítását irányította. 1991-ben pályázaton nyerte el a Vám- és Pénzügyőrség létesítményeinek kertészi állását és a Pénzügyőr sporttelep ügyes-bajos kertészeti dolgainak intézését. 2001-2002-ben alkalmazott volt a Kipszer Rt-nél. 2010 júniusától a Kipszer-Kipexteam Zrt-nél üzemeltetés vezető. 2011-ben közbeszerzési referens vizsgát tett.
A rendszerváltozás időszakában számos civil szervezet alapításában vett részt. 1986-ban csatlakozott a Duna-körhöz. 1988-ban belépett a Magyar Demokrata Fórumba. A munkások a demokráciáért csoport tagja volt.1989-ben az Ifjúsági Demokrata Fórum alapítója volt és tíz évig a választmány elnöke. 1990-1991-ben az Ifjúsági Demokrata Fórum szervezője volt, 1991 óta az Ifjúsági Caritas aktivistája. 1991-2001-ig a Kaszások ifjúsági klub elnöke volt. 1998-2002 között az Országos Gyermek- és Ifjúsági Parlament közgyűlésének elnöke volt, tisztségéről parlamenti képviselővé választása miatt mondott le. 2002-2010-ben országgyűlési képviselő volt, az országgyűlés jegyzője, 6 éven keresztül frakcióvezető helyettes. 2000-2009 között az MDF Budapesti Választmányának tagja, 2004-től 2009-ig az országos választmány alelnöke volt.
Ifjúságpolitikai munkájáért 2000. október 23-án "Hűség a Hazáért" Érdemkereszttel tüntette ki a Honvédelmi Minisztérium és az Igazolt Magyar Szabadságharcosok 56-os Szövetsége. Néhány évig az Antall József Alapítvány kurátora volt.
1990-ben listás, 1994-ben egyéni önkormányzati jelölt volt, 2002-től Újpesten helyi képviselő és a gazdasági bizottság tagja. 1998-ban országgyűlési képviselőjelölt volt, majd 2002. áprilisban a Fidesz-MDF közös országos listáról bejutott a törvényhozásba. 2004. november 15-től parlamenti jegyző, 22-től frakcióvezető-helyettes. A 2006. évi országgyűlési választásokon országos listán szerzett mandátumot. 2006. május 16-tól 2009. március 20-ig az Országgyűlés jegyzőjeként tevékenykedett. 2009. március 20-tól független képviselőként folytatta munkáját.
Képviselői munkája során a civil szervezetek, az ifjúság, a kábítószer-ellenes tevékenység, az Internet, a környezetvédelem és az adópolitika tartoztak szakterületei közé. Képviselői tevékenységében mindvégig szem előtt tartotta szűkebb pátriája, Észak-Pest és a kiskeresetűek érdekeit.
2002-2006 között az Országgyűlés Társadalmi szervezetek bizottsága, a Foglalkoztatási és munkaügyi bizottság, a "Nemzeti stratégia a kábítószer-probléma visszaszorítására" című dokumentumban foglaltaknak az Európai Unió készülő Drogstratégiájával való összehangolását előkészítő eseti bizottság, az Információs és távközlési bizottság, az Európai integrációs albizottság, a Tudomány- és technológiapolitikai albizottság és a Rehabilitációs albizottság tagja volt. 2006-2010 között az Emberi jogi, kisebbségi, civil- és vallásügyi bizottság tagja, a Kábítószerügyi eseti bizottság alelnöke, az e-Befogadásügyi bizottság alelnöke, A „Nők és férfiak társadalmi esélyegyenlősége” albizottság alelnöke volt.
A 2010-es ciklus végén nem indult újra képviselői mandátumért, azóta szakmájában dolgozik, kertépítéssel és dísznövényekkel, üzemeltetéssel foglalkozik.
Képviselői munkája mellett számos civil szervezet tagja, és irányításukban is tevékenyen részt vesz. Tagja volt az Nemzeti Civil Alapprogram tanácsának is, így közvetlen rálátása, és ismeretei vannak a civil társadalom valós helyzetéről, és a pályázati-támogatási rendszer működéséről.